# PMDD
PMDD (Poor Man's Dupla Drops) je receptura na domácí přípravu hnojiva pro akvarijní rostliny, vyvinutá v roce 1996 P. Searsem a K. Conlinem. Původní jméno receptury, které lze volně přeložit jako "hnojivo Dupla pro nemajetné", je referencí na firmu Dupla, značkového výrobce akvarijních hnojiv a techniky. V pozdějším užívání je zkratka PMDD někdy rozepisována bez této reference jako Poor Man's Dosing Drops. Výhodou PMDD oproti většině komerčních akvarijních hnojiv je nejen nízká cena, ale také možnost úpravy složení podle individuálních potřeb konkrétního akvária.

## Původní receptura
Původní složení od P. Searse a K. Conlina:

| 1 polévková lžíce | ~ 9 g  | 7 % Fe; 1,3 % B; 2 % Mn; 0,06 % Mo; 0,4 % Zn; 0.1 % Cu; EDTA; DTPA | směs chelatovaných mikroprvků       |
| 2 čajové lžičky   | ~ 14 g | K2SO4                                                              | síran draselný                      |
| 1 čajová lžička   | ~ 6 g  | KNO3                                                               | dusičnan draselný                   |
| 2,5 čajové lžičky | ~ 33 g | MgSO4 * 7H2O                                                       | heptahydrát síranu hořečnatého      |
| 300 ml            |        | H2O                                                                | destilovaná voda                    |
| 0,5 ml            |        | 9M HCl                                                             | kyselina chlorovodíková (volitelně) |

Postup přípravy:
- Směs chelatovaných mikroprvků se rozpustí ve 150 ml destilované vody.
- Přidají a rozpustí se další složky.
- Doplní se destilovaná voda na 300 ml.
- Kyselina chlorovodíková slouží jako konzervační činidlo a není potřebná, je-li hnojivo skladováno v lednici